# Trebović
Treboviq en albanais et Trebović en serbe latin (en serbe cyrillique : Требовић) est une localité du Kosovo située dans la commune/municipalité de Pejë/Peć et dans le district de Pejë/Peć. Selon le recensement kosovar de 2011, elle compte 1 950 habitants.
La localité est également connue sous le nom albanais de Tërboviq.

## Démographie

### Évolution historique de la population dans la localité
| 1948 | 1953 | 1961 | 1971  | 1981  | 1991  | 2011  |
| ---- | ---- | ---- | ----- | ----- | ----- | ----- |
| 458  | 549  | 712  | 1 017 | 1 416 | 1 570 | 1 950 |

|  |

### Répartition de la population par nationalités (2011)
En 2011, les Albanais représentaient 81,28 % de la population et les Égyptiens 17,28 %.